# Universidade da Ilha do Príncipe Eduardo
A Universidade da Ilha do Príncipe Eduardo (em inglês: University of Prince Edward Island) (UPEI) é uma universidade pública em Charlottetown, Ilha do Príncipe Eduardo, Canadá, e a única universidade da província. Fundada em 1969, a legislação aplicável é a Lei da Universidade, R.S.P.E.I 2000.